# Aristocrats
Aristocrats est une mini-série en coproduction Royaume-Uni, États-Unis et Irlande en six épisodes de 50 minutes basée sur la biographie de Stella Tillyard (en) diffusée du 20 juin au 25 juillet 1999 sur la BBC au Royaume-Uni et sur PBS aux États-Unis dans le cadre de Masterpiece.
Cette mini-série est inédite dans les pays francophones.

## Synopsis
La série relate la vie des sœurs Lennox (en), membres d'une famille de l'aristocratie anglaise au XVIIIe siècle.

## Distribution
- Serena Gordon : Lady Caroline Lennox
- Anne-Marie Duff : Lady Louisa Lennox
- Geraldine Somerville : Lady Emily Lennox
- Siân Phillips : Narrator / Older Lady /Lady Emily Lennox
- Jodhi May : Lady Sarah Lennox
- Alun Armstrong : Lord Holland
- Ben Daniels : Lord Kildare
- Julian Fellowes : Charles Lennox (2e duc de Richmond)
- Diane Fletcher (en) : Duchesse de Richmond
- Tom Mullion (jeune) / Paul Ridley (vieux) : Thomas Conolly
- Andrew Havill : Sir Charles Bunbury, Bt
- George Anton : William Ogilvie
- John Light : Lord Edward FitzGerald
- Clive Swift (en) : George II de Grande-Bretagne
- Richard Dempsey (en) : Lord Beaufield

## DVD
Les six parties de cette série ont été éditées en DVD en août 2006. 